# 忘情水
《忘情水》是香港歌手劉德華於1994年4月30日發行的國語專輯。其中專輯同名歌曲由陳耀川作曲，李安修作詞。

## 簡介
這是劉德華的代表性唱片之一，銷量在300萬張以上，為其銷量最高的一張。另外這張專輯完全由台灣團隊進行創作、收歌、製作，不同於過往香港歌手在發行國語專輯時多以暢銷之粵語歌曲翻唱為國語，或採同曲國粵語併行等一魚二吃的方式進行，因此本張專輯的成功也帶動其他香港歌手在此之後以更加原創及用心、積極的態度製作國語專輯，是這張專輯更具指標性意義的地方。

## 曲目
| 次序 | 歌名           | 作曲   | 填詞   | 時間  | 備註                 |
| ---- | -------------- | ------ | ------ | ----- | -------------------- |
| 01   | 忘情水         | 陈耀川 | 李安修 | 04:23 | 电影《天与地》片尾曲 |
| 02   | 纏綿           | 熊美玲 | 林秋离 | 04:34 | 电影《天与地》插曲   |
| 03   | 不該愛上你     | 陈耀川 | 刘德华 | 04:14 |                      |
| 04   | 錯怪           | 薛忠铭 | 姚若龙 | 05:01 |                      |
| 05   | 心酸           | 巫启贤 | 邢增华 | 04:07 |                      |
| 06   | 你是我的溫柔   | 黄庆元 | 刘德华 | 04:27 |                      |
| 07   | 癡             | 黄韵玲 | 黄韵玲 | 04:25 |                      |
| 08   | 最孤單的人是我 | 陈子鸿 | 林利南 | 04:36 |                      |
| 09   | 峰迴路轉       | 巫启贤 | 邢增华 | 04:29 |                      |
| 10   | 想要飛         | 张朵朵 | 姚若龙 | 04:12 |                      |

## 獎項
- 94年度十大勁歌金曲-最受歡迎國語歌曲金獎 -《忘情水》
- 94年度十大中文金曲-忘情水 优秀國語歌曲金獎 -《忘情水》
- 新城电台94年度勁爆國語歌曲金獎 - 《忘情水》
- 全年DJ心意金曲 -《忘情水》
- 最辣華語金曲金獎 -《忘情水》
- 94年度叱吒樂壇最喜愛的本地創作歌曲 -《忘情水》
- 20大音樂錄影帶 -《忘情水》
- 94年度Channel V大獎华语榜中榜金曲 -《忘情水》
- 鑽石大獎 -《忘情水》